# Chamaecrista basifolia
Chamaecrista basifolia är en ärtväxtart som först beskrevs av Julius Rudolph Theodor Vogel och fick sitt nu gällande namn av Howard Samuel Irwin och Rupert Charles Barneby. Chamaecrista basifolia ingår i släktet Chamaecrista och familjen ärtväxter. Inga underarter finns listade i Catalogue of Life.

## Bildgalleri

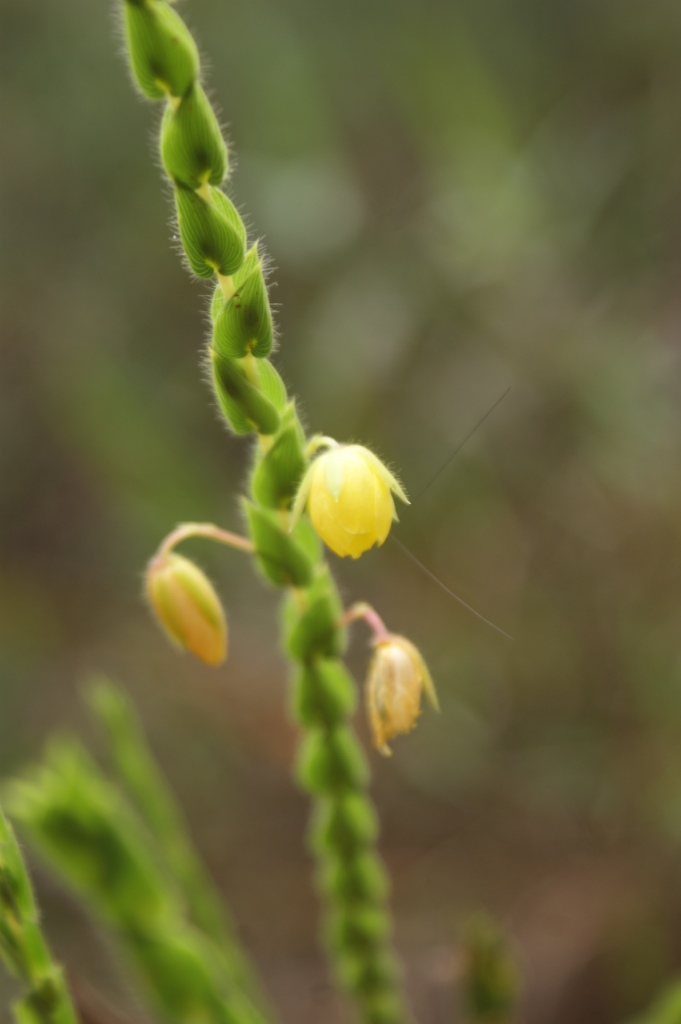